# Syzygium odoratum
Syzygium odoratum là một loài thực vật có hoa trong Họ Đào kim nương. Loài này được (Lour.) DC. miêu tả khoa học đầu tiên năm 1828.